# Claude Richard (jésuite)
Pour les articles homonymes, voir Richard et Claude Richard.
Claude Richard (également connu sous le nom de Claudio Ricardo), né le 10 aout 1589 à Ornans, dans le comté de Bourgogne et décédé le 20 octobre 1664 à Madrid était un prêtre jésuite et mathématicien franc-comtois. Faisant presque toute sa carrière au collège impérial de Madrid, il était également le cosmographe royal de la cour d'Espagne.

## Biographie
D’une famille du comté de Bourgogne alliée aux Granvelle, Richard accompagne le comte de Cantecroix, neveu du cardinal de Granvelle dans son ambassade à Venise, et parcourt ainsi l’Italie pour satisfaire sa curiosité.
Alors qu'il se trouve à Rome Claude Richard renonce subitement aux avantages que le monde pouvait lui offrir, et entre au noviciat de Saint-André du Quirinal des jésuites (8 décembre 1606). La période de noviciat terminée il poursuit des études au Collège romain. En décembre 1611 il est envoyé au collège de Tournon pour y continuer ses études  de philosophie et de théologie ; il y obtient son diplôme de maître ès Arts.
Ordonné prêtre en 1617 il reste à Tournon comme professeur d'hébreu et de mathématiques (1617 à 1622). À Lyon il enseigne les mathématiques (1622-1628), un domaine où il excelle et commence à être connu. Il se porte volontaire pour la mission de Chine ; sa demande est approuvée par ses supérieurs.
En janvier 1629 il est en route vers Lisbonne, où il doit embarquer sur un bateau en partance vers l'Extrême-Orient. De passage à Madrid le roi d’Espagne Philippe IV d'Espagne le retient et en fait le professeur de mathématiques au collège impérial récemment fondé à Madrid, avec la responsabilité supplémentaire d'être le Cosmographe royal, une position de grand prestige. Claude Richard remplit ces deux fonctions durant quarante ans, avec un zèle que l’âge ne diminue pas. Il meurt à Madrid le 20 octobre 1664.

## Écrits
On lui doit : 
1. une édition des œuvres d’Archimède, avec des notes, in-fol., Paris, 1626 (Bibl. d’Harwood, t. 1er, p. 175) ou 1646 (Bibl. curieuse de David Clément, t. 2, p. 7). Claude Richard prit pour base de son travail l’édition publiée peu de temps auparavant par David Rivault de Flurence.
2. Commentarius in omnes libros Euclidis, Anvers, 1645, in-4° ;
3. Commentarii in Apollonii Pergæi Conicorum libros 4, ibid., 1655, in-fol., fig. Il dédia cet ouvrage à Raimond de Moncade, par une épître, qui contient l’histoire de cette maison, l’une des plus illustres de l’Espagne.
4. Ordo novus, et reliquis facilior, tabularum sinuum et tangentium. Cet ouvrage est anonyme: aucun des bibliographes consultés n’en indique la date ni le format. Le P. Richard avait construit une montre magnétique, par le moyen de laquelle on connaissait l’heure qu’il était dans toutes les parties de la terre (voir l'Histoire abrégée du comté de Bourgogne, par M. Grappin, p. 281).

## Source
- « Claude Richard (jésuite) », dans Louis-Gabriel Michaud, Biographie universelle ancienne et moderne : histoire par ordre alphabétique de la vie publique et privée de tous les hommes avec la collaboration de plus de 300 savants et littérateurs français ou étrangers, 2e édition, 1843-1865 [détail de l’édition]